# Inwil
Inwil est une commune suisse du canton de Lucerne, située dans l'arrondissement électoral de Hochdorf.

Vue aérienne (1953)